# Bernadotte
Bernadotte je trenutačno vladajuća švedska kraljevska dinastija. Od 1818. do 1905. godine, pripadnici dinastije Bernadotte su bili i kraljevi Norveške.
Dinastija je nastala kada je prijestolja Švedske i Norveške zaposjeo nekadašnji francuski maršal Jean-Baptiste Bernadotte (vladao u Švedskoj kao Karlo XIV. Ivan, a u Norveškoj kao Karlo III. Ivan). Bio je izabran za nasljednika švedskog prijestolja jer je tadašnji kralj, Karlo XIII., bio posljednji član švedske kraljevske obitelji i nije imao djece.
Godine 1905. Norveška je napustila uniju sa Švedskom. Norveško prijestolje je bilo ponuđeno jednom od mlađih sinova švedskog i tada već bivšeg norveškog kralja Oskara II., ali Oskar je odbio ponudu. Umjesto njega, za kralja je izabran Haakon VII., unuk švedsko-norveškog kralja Karla XV. i potomak dinastije Bernadotte, koji je vladao kao Haakon VII.
Današnji poglavar dinastije je švedski kralj Karlo XVI. Gustav.

## Povijest dinastije Bernadotte
Obitelj Bernadotte potječe iz francuskog grada Pau u pokrajini Béarn. Tijekom Francuske revolucije, Jean-Baptiste Bernadotte je postao general francuske vojske, a 1804. godine Napoleon ga je unaprijedio u čin maršala i dodijelio mu naslov princa Pontecorva.
Kada je švedski parlament izabrao Karla XIII. za kralja, donio je i odluku da će mu Jean-Baptiste biti nasljednik. Godine 1813. Jean-Baptiste, sada pod imenom Karlo Ivan (Karl Johan), razvrgnuo je savez s Napoleonom i pridružio se antifrancuskoj koaliciji, što mu je nakon poraza Napoleona omogućilo opstanak na švedskom prijestolju. Godine 1818. okrunjen je za novog kralja i tim činom je utemeljena nova švedska dinastija.

## Popis vladara iz dinastije Bernadotte
- Karlo XIV. Ivan (1818. – 1844.)
- Oskar I. (1844. – 1859.)
- Karlo XV. (1859. – 1872.)
- Oskar II. (1872. – 1907.)
- Gustav V. (1907. – 1950.)
- Gustav VI. Adolf (1950. – 1973.)
- Karlo XVI. Gustav (1973. - ....)

## Vanjske poveznice
- House of Bernadotte - Britannica Online (engl.)
- House of Bernadotte - unofficialroyalty.com (engl.)
- The Royal House of Norway - royalcourt.no (engl.)